# 藤田浩一
藤田 浩一（ふじた こういち、1947年3月20日 - 2009年10月11日）は、日本のギタリスト、作詞家、作曲家、音楽プロデューサー、実業家。トライアングル・プロダクション、バミューダ音楽出版の社長を務めた。

## 来歴
1967年、グループ・サウンズのバンド「アウト・キャスト」のメンバー（リズム・ギター）としてデビューした。作詞・作曲を手掛け、1969年には「The Love」を結成し、リード・ギターを務めた。
The Love解散後は、音楽制作、プロモーター、マネージメントなどを手がけ、プロデューサーへの下地作りの活動をする。また、かまやつひろしのマネージメント・プロモーションを手掛けたり、ベイシティローラーズのコンサートフィルムをイギリスで購入し、日本全国の映画館で上映した。
1975年4月24日、音楽事務所「トライアングル・プロダクション」を設立した。1977年、かまやつの紹介によりレイジーのプロデュースを手がけ、これをきっかけにプロデューサー業を本格的に始める。
1979年、角松敏生のデモテープを聞きスカウトした。角松は1981年に、シングル「YOKOHAMA Twilight Time」でデビューした。同年6月1日、「バミューダ音楽出版」を設立した。
1980年、レイジーのキーボーディスト・井上俊次と、3人組コーラスグループ「トロワ」による4人組ユニット「ビッグバン」をプロデュースした。1981年3月に、シングル「愛のコリーダ」でデビューさせた。
1983年には杉山清貴&オメガトライブ（杉山清貴）を、1984年に菊池桃子をデビューさせた。
杉山清貴&オメガトライブ、菊池桃子は立て続けにヒットし、その後1986オメガトライブやカルロス・トシキ&オメガトライブなども商業的に成功を収め、藤田のプロデュース作品を総称して「トライアングル・サウンド」と呼ばれた。
1995年以降はプロデュース業を休止し、社長業に専念した。2009年10月11日18時24分、神奈川県川崎市高津区の自宅で死去した。62歳没。

## 人物
- 音楽プロデューサー時代、レコーディングが終了した深夜2時以降は「藤田タイム」と呼ばれ、藤田が音源と共にドライブへ出掛け戻ってくるまで電源は落とせず、戻ってきた後で再びレコーディングが始まることもあった。
- レイジーの井上俊次は『NIKKEI STYLE』のコラムで藤田との確執を明かしている。記事によると、レイジーがベイ・シティ・ローラーズの様な路線になった理由は藤田が大のロック嫌いでその中でもハードロックを嫌っていたためであると明かしている[1]。
  - レイジー解散後に藤田の推薦で角松敏生と組むように勧められたが、当時の角松が音楽活動よりも遊ぶことを優先していたため、藤田に「彼とは組めません」と抗議したところ藤田から暴行を受けたことにより藤田の事務所とは縁を切っている[2]。井上は藤田と縁が切れたことで、藤田が杉山清貴＆オメガトライブで成功した一方、角松と自分が組んだところで成功出来たとは思えず、自分が事務所を飛び出したことでお互い幸福だったのではないかと評している[2]。また、角松もソロでの活動を望んでいたことを『角松敏生81-01……Thousand day of yesterdays』などのインタビューで話していた。
  - 上記の経緯がありながら、藤田が死去した後の2009年11月20日に行われた「藤田浩一さんを偲ぶ会」では井上が幹事を務めた。
- 角松は、『SEA BREEZE 2016』のライナーノートで、藤田について「お人柄や人生は怒涛そのもので、その生き様やビジネス手法には世間的には賛否両論あるというような話も聞く」と語る一方、方向性の違いから別れた後何十年も会っていなかったところ、「一度だけ突然電話をくれて『お前頑張っているよな。角松みたいな音楽をやる奴が生き残ってくれているのは嬉しいよ』とおっしゃってくれた」、というエピソードを語り、改めて感謝の念を述べていた。
- 2009年11月20日、ホテルフロラシオン青山[3]で「藤田浩一さんを偲ぶ会」が営まれ、関係者のみならず、多くのファンも参列し、その功績を偲んだ[4]。参列者には藤田のプロデュース作品29曲が収録された非売品の2枚組CDが配布された。

## プロデュースしたアーティスト
プロデュースした年代順に表示
- レイジー
- 角松敏生
- ビッグバン
- オメガトライブ
  - 杉山清貴&オメガトライブ（杉山清貴）
  - 1986オメガトライブ（カルロス・トシキ）
  - カルロス・トシキ&オメガトライブ
  - ブランニュー・オメガトライブ（新井正人）
- 菊池桃子
  - ラ・ムー
- 井浦秀知
- 池田政典
- ジャッキー・リン&パラビオン
- TWIN FIZZ（仁科かおり、中谷内映）※仁科は藤田の没後、バミューダ音楽出版の事業を継承した。
- KAZZ（川上和之）